# Pavonia steudneri
Pavonia steudneri är en malvaväxtart som beskrevs av Oskar Eberhard Ulbrich. Pavonia steudneri ingår i släktet påfågelsmalvor, och familjen malvaväxter. Inga underarter finns listade i Catalogue of Life.